# Oeneis capulinensis
Oeneis capulinensis är en fjärilsart som beskrevs av Brown 1970. Oeneis capulinensis ingår i släktet Oeneis och familjen praktfjärilar. Inga underarter finns listade i Catalogue of Life.